# Homo Legens
Homo Legens (с лат. — «Человек Читающий») — российский литературно-художественный журнал, публиковавший современную поэзию, прозу, критику и обзоры окололитературных событий. Основан в Москве в июне 2012 года. Зарегистрирован как средство массовой информации. Издавался ежеквартально. В 2016 году «Homo Legens» был включён в электронную библиотеку «Журнального зала». Главный редактор журнала поэт Юрий Коньков.
В ноябре 2019 года редакция журнала сообщила, что журнал прекращает деятельность и номер 2019/01 — последний.
Основные рубрики: versus et cetera (поэзия), словарный запас (проза), правила чтения (литературоведение), облако (публицистика).
Редакторы отделов: Леонид Костюков (поэзия), Андрей Фамицкий (поэзия), Вячеслав Харченко (проза), Анна Теркель (проза), Сергей Оробий (литературоведение) и другие.
В журнале публиковались поэты: Олег Юрьев, Наталья Горбаневская, Яан Каплинский, Лев Оборин, Данил Файзов, Дмитрий Веденяпин, Илья Риссенберг, Алексей Цветков, Геннадий Каневский, Юлия Идлис; прозаики: Вадим Месяц, Ганна Шевченко, Евгений Никитин; литературоведы: Александр Уланов, Наталия Черных, Анна Голубкова, Ольга Балла, Евгения Риц.
Литературный критик Елена Сафронова писала о «Homo Legens» в «Знамени»:

«Homo Legens» адресован не столько знатокам и деятелям современной литературы, сколько пытливым, но еще не очень искушенным читателям, желающим «влиться» в литпроцесс. <…> Публицистика и культурология «Homo Legens» не брезгует сетевой литературой — не только фиксируется это явление, но и прослеживаются его истоки и перспективы. <…> Кажется, что этот проект создан ради информационной и исследовательской поддержки жанров.

Литературный критик Борис Кутенков считал, что журнал «Homo Legens» «интересен не только обилием прозы и поэзии, но и всесторонним осмыслением литпроцесса: от обзоров до развёрнутой книжной панорамы».
В интервью «Независимой газете» Юрий Коньков обозначил цели журнала:

Журнал был создан для того, чтобы была дополнительная площадка, возможность для хороших авторов найти читателя. И журнал в данном случае как посредник, медиатор, не как мерило вкуса, а скорее как мост между автором и читателем.

На «Новой карте русской литературы» «Homo Legens» был представлен как журнал, который «публикует, прежде всего, современную русскую поэзию, в диапазоне от умеренного традиционализма до неоавангарда».
Публикации журнала и события, связанные с ним, регулярно освещались «Colta.ru»123, «Годом литературы»1234 и «Новым миром»1.